# Sammy Djedou
Sammy Djedou, né le 9 août 1989, est un membre de l'organisation État islamique tué par les forces américaines le 4 décembre 2016 à Raqqa (Syrie).

## Biographie
La mère de Sammy Djedou, Véronique Loute, et son compagnon, d’origine ivoirienne, sont de confession catholique. Sa mère ne s'oppose pas à sa conversion à l’islam en 2003 à l’âge de 14 ans, à l’inverse de son père qui ne l’a jamais acceptée. Début 2012, Sammy Djedou se plonge dans l'intégrisme et stoppe la fréquentation des réunions familiales faute de nourriture halal. Il se radicalise en fréquentant l'association "Resto du Tawhid", animée par Jean-Louis Denis, condamné en 2016 à cinq ans de prison. 
En octobre 2012, il rejoint la Syrie. Bien qu'il ait prétendu s'y rendre pour des actions humanitaires, Sammy Djedou est blessé à l’épaule dans des combats et apparaît en mars 2013 dans une vidéo de propagande montrant de jeunes Occidentaux portant une Kalachnikov en bandoulière. Sa mère, Véronique Loute, est un des premiers parents à dénoncer à la police des départs de jeunes adultes vers la Syrie et était une des chevilles ouvrières de l'association « Parents concernés ». 
Sammy Djedou serait impliqué dans les derniers préparatifs des attentats du 22 mars 2016 à Bruxelles précipités en raison de la traque de la police alors que l'objectif initial des terroristes devait être de nouveau la France. Dans l'ordinateur alors abandonné par les frères El Bakraoui, il est identifié comme le contact connu sous le pseudonyme de "Moussab Moussab" ou encore "Abou Moussab". 
Il figure dans un groupe de trois djihadistes tués le 4 décembre 2016 à Raqqa qui étaient membres du groupe de Boubaker El Hakim, un haut responsable français de l’EI lui-même tué par un drone le 26 novembre. Outre Sammy Djedou, le trio était composé du Français Salah Eddine Gourmat et Walid Hamam, complice d'Abdelhamid Abaaoud dans la coordination de la cellule de Verviers. Ils étaient en relation avec le porte-parole et responsable des opérations extérieures de Daech Abou Mohammed al-Adnani jusqu’à son élimination en août 2016.